# 村上清 (新選組)
村上 清（むらかみ きよし、? - 慶応4年1月7日（1868年1月31日））は、幕末の武士。新撰組平士、伍長、諸士調役。名は清士とも記録されており、読みは同じである。

## 概要
村上清は肥後熊本藩の出身で、元治元年（1865年）4月頃に京都で新撰組に入隊した。慶応元年（1865年）5月、新撰組序列148人中37位で、5番伍長に任命されていた（『山崎丞名簿』）。慶応3年（1867年）6月に新撰組が幕臣に取り立てられた際には諸士調役に昇格した。
慶応4年（1868年）1月の鳥羽・伏見の戦いでは幕府軍に参加し、重傷を負う。ために1月7日に大坂へ退き、まもなく同城内で死亡した（『元新撰組連名』）。別の記録によると、重傷を負って大坂城内に担ぎ込まれたが、その際に城外で発生した火事が城に燃え移り、それを官軍が来襲して城に火を放ったと誤認した城内は大混乱になり、村上は味方の足手まといになる事を恐れて自刃する新撰組の仲間に続いて自刃した（『会津戊辰戦史』）。